# Fever Dream
Albums de Of Monsters and Men
Beneath the Skin
(2015)
Singles
1. Alligator
Sortie : 3 mai 2019
2. Wild Roses
Sortie : 12 juillet 2019
3. Wars
Sortie : 26 juillet 2019

Fever Dream, est le troisième album studio du groupe islandais Of Monsters and Men sorti le 26 juillet 2019.

## Liste des pistes
| No  | Titre                | Auteur                                                         | Durée |
| --- | -------------------- | -------------------------------------------------------------- | ----- |
| 1.  | Alligator            | Nanna Bryndís Hilmarsdóttir                                    | 3:04  |
| 2.  | Ahay                 | Arnar Rósenkranz Hilmarsson, Hilmarsdóttir, Ragnar Þórhallsson | 2:56  |
| 3.  | Róróró               | Hilmarsdóttir                                                  | 4:21  |
| 4.  | Waiting for the Snow | Hilmarsdóttir                                                  | 3:43  |
| 5.  | Vulture, Vulture     | Hilmarsdóttir, Þórhallsson                                     | 2:56  |
| 6.  | Wild Roses           | Hilmarsdóttir, Þórhallsson                                     | 4:02  |
| 7.  | Stuck in Gravity     | Hilmarsson, Hilmarsdóttir, Þórhallsson                         | 4:24  |
| 8.  | Sleepwalker          | Hilmarsson, Hilmarsdóttir, Þórhallsson                         | 3:19  |
| 9.  | Wars                 | Hilmarsdóttir, Þórhallsson                                     | 3:37  |
| 10. | Under a Dome         | Hilmarsson, Hilmarsdóttir, Þórhallsson                         | 4:33  |
| 11. | Soothsayer           | Hilmarsson, Hilmarsdóttir                                      | 3:35  |

## Composition du groupe
- Nanna Bryndís Hilmarsdóttir : chant, guitares
- Ragnar Þórhallsson : chant, guitares
- Brynjar Leifsson : guitares
- Kristján Páll Kristjánsson : basse
- Arnar Rósenkranz Hilmarsson : batterie, percussions

Musiciens additionnels :
- Steingrímur Teague : piano (sur titres 2 à 7 et 9)
- Viktor Orri Árnason : cordes (sur titres 4 et 10)

## Classements hebdomadaires
| Classement (2019)                         | Meilleure place |
| ----------------------------------------- | --------------- |
| Allemagne (Media Control AG)              | 29              |
| Australie (ARIA)                          | 21              |
| Autriche (Ö3 Austria Top 40)              | 55              |
| Belgique (Flandre Ultratop)               | 81              |
| Belgique (Wallonie Ultratop)              | 79              |
| Canada (Canadian Albums Chart)            | 2               |
| Écosse (OCC)                              | 8               |
| Espagne (Promusicae)                      | 54              |
| États-Unis (Billboard 200)                | 9               |
| États-Unis (Billboard Alternative Albums) | 2               |
| États-Unis (Billboard Top Rock Albums)    | 1               |
| France (SNEP)                             | 132             |
| Italie (FIMI)                             | 90              |
| Royaume-Uni (UK Albums Chart)             | 15              |
| Suisse (Schweizer Hitparade)              | 13              |